# Моландье
Моландье́ (фр. Molandier) — коммуна во Франции, находится в регионе Лангедок — Руссильон. Департамент коммуны — Од. Входит в состав кантона Бельпеш. Округ коммуны — Каркасон.
Код INSEE коммуны — 11236.

## Население
Население коммуны на 2008 год составляло 221 человек.
| 1962 | 1968 | 1975 | 1982 | 1990 | 1999 | 2008 |
| ---- | ---- | ---- | ---- | ---- | ---- | ---- |
| 359  | 345  | 263  | 256  | 218  | 213  | 221  |

## Экономика
В 2007 году среди 124 человек в трудоспособном возрасте (15—64 лет) 97 были экономически активными, 27 — неактивными (показатель активности — 78,2 %, в 1999 году было 71,7 %). Из 97 активных работали 86 человек (48 мужчин и 38 женщин), безработных было 11 (5 мужчин и 6 женщин). Среди 27 неактивных 5 человек были учениками или студентами, 10 — пенсионерами, 12 были неактивными по другим причинам.